# 3302 Шліман
3302 Шліман (3302 Schliemann) — астероїд головного поясу, відкритий 11 вересня 1977 року.
Тіссеранів параметр щодо Юпітера — 3,486.
Названо на честь німецького археолога Генріха Шлімана (1822—1890).